# Samoa Americane ai Giochi olimpici
Le Samoa Americane hanno partecipato per la prima volta ai Giochi olimpici nel 1988, e da allora i suoi atleti hanno preso parte a tutte le edizioni estive dei Giochi. Le uniche partecipazione ai Giochi invernali sono del 1994 e del 2022.
I suoi atleti non hanno mai vinto alcuna medaglia.
Il Comitato Olimpico Nazionale delle Samoa Americane, fondato nel 1987, è stato riconosciuto dal CIO nello stesso anno.

## Medaglie alle Olimpiadi estive
| Giochi              | Oro | Argento | Bronzo | Totale |
| ------------------- | --- | ------- | ------ | ------ |
| Seul 1988           | 0   | 0       | 0      | 0      |
| Barcellona 1992     | 0   | 0       | 0      | 0      |
| Atlanta 1996        | 0   | 0       | 0      | 0      |
| Sydney 2000         | 0   | 0       | 0      | 0      |
| Atene 2004          | 0   | 0       | 0      | 0      |
| Pechino 2008        | 0   | 0       | 0      | 0      |
| Londra 2012         | 0   | 0       | 0      | 0      |
| Rio de Janeiro 2016 | 0   | 0       | 0      | 0      |
| Tokyo 2020          | 0   | 0       | 0      | 0      |
| Parigi 2024         | 0   | 0       | 0      | 0      |
| Totale              | 0   | 0       | 0      | 0      |

## Medaglie alle Olimpiadi invernali
| Giochi              | Oro              | Argento          | Bronzo           | Totale           |
| ------------------- | ---------------- | ---------------- | ---------------- | ---------------- |
| Lillehammer 1994    | 0                | 0                | 0                | 0                |
| Nagano 1998         | non partecipante | non partecipante | non partecipante | non partecipante |
| Salt Lake City 2002 | non partecipante | non partecipante | non partecipante | non partecipante |
| Torino 2006         | non partecipante | non partecipante | non partecipante | non partecipante |
| Vancouver 2010      | non partecipante | non partecipante | non partecipante | non partecipante |
| Soči 2014           | non partecipante | non partecipante | non partecipante | non partecipante |
| Pyeongchang 2018    | non partecipante | non partecipante | non partecipante | non partecipante |
| Pechino 2022        | 0                | 0                | 0                | 0                |
| Totale              | 0                | 0                | 0                | 0                |